# Crateranthus letestui
Crateranthus letestui är en tvåhjärtbladig växtart som beskrevs av Paul Lecomte. Crateranthus letestui ingår i släktet Crateranthus, och familjen Lecythidaceae.
Artens utbredningsområde är Kongo. Inga underarter finns listade i Catalogue of Life.